# Miliaresion

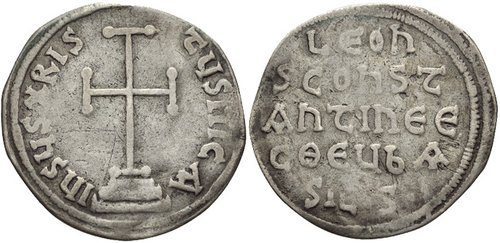
Una dintre primele piese monetare denumite miliaresion bătută sub Leon al III-lea pentru celebrarea încoronării fiului său, Constantin al V-lea. A se remarca absența figurilor omenești.

Miliaresion (în greacă: μιλιαρήσιον; în latină: miliarensis) este numele dat la două monede bizantine de argint, prima utilizată începând din secolul al IV-lea, a doua din secolul al VIII-lea până în secolul al XI-lea. Ele au încetat să mai fie emise în timpul reformei monetare promulgate de Alexie I Comnenul (r. 1081 – 1118) în 1092.

## Istoric

### Secolele al IV-lea - al VII-lea
Istoricul acestui prim miliaresion este dificil de stabilit cu certitudine din cauza impreciziei datării în izvoarele care diferă în mod sensibil precum și din cauza calității transmiterii lor.
Se pare totuși stabilit că miliaresionul era suficient de prestigios pentru ca un departament special să se ocupe de producția sa, „scrinium a miliarensibus”, alte departamente ocupându-se de producerea diferitelor alte monede de argint precum „scrinium ab silver”. Legea care înființează acest birou datează din 384, iar utilizarea monedei este raportată pentru prima dată în anii 390, ceea ce nu înseamnă că moneda nu a existat înainte; este plauzibil ca această monedă să fi fost deja în circulație sub Constantin cel Mare. A trebuit să se aștepte anul 536 pentru a se menționa în arhivele imperiale.
Importanța acordată acestei monede se datorează parțial faptului că, bătută cu grijă și de diametru mare, a fost folosită în cadrul donațiilor publice, de exemplu de către consuli în cadrul spectacolelor oficiale. Însăși iconografia sa s-a pretat unui exercițiu de propagandă, reprezentând membrii familiei imperiale sau exaltând legiunile romane. Se poate crede că a fost folosit și în timpul donațiilor făcute de împărat în timpul ascensiunii sale, când fiecare soldat primea câte cinci solidi de aur și câte o livră de argint.
Aura sa de «monedă de prestigiu» ar putea explica de ce aceasta nu pare să fi fost bătută în cantitate suficientă pentru a juca un rol substanțial în economia tradițională și rar se face referire la ea începând de la Constantin până la Heraclius.
Potrivit lui Cosmas Indicopleustes, autor din secolul al VI-lea, miliaresionul își datorează numele faptului că valora o miime de livră de aur, ceea ce coincide cu alte surse care stabilesc valoarea sa, în secolul al VI-lea, la a paisprezecea parte dintr-un solidus, care ar fi echivalentă cu a o mie optzecea parte dintr-o livră de aur. O altă posibilitate, reținută de diverși experți în numismatică, este cea expusă de Ioan Lydus / Ioan Lydianul, și el autor din secolul al VI-lea, bazându-se pe un autor al secolului al IV-lea, Dardinius, în sensul că ar fi fost o monedă de argint, în valoare de 1.000 de oboli.
În secolul al VII-lea, miliaresionul a fost numele care i s-a dat unei variante de hexagramă, o monedă de argint, cu diametru mare, care nu a avut decât o scurtă existență, apărând sub împăratul Heraclius (r. 610-641) pentru plata soldaților în războiul contra Persiei Sassanide (615) și sub succesorul său Constans al II-lea (r. 641–668), dar care nu a mai fost păstrată sub Teodosiu al III-lea (r. 715–717) decât ca monedă comemorativă.

### Secolele al VIII-lea - al XI-lea
În 720 împăratul Leon al III-lea (r. 717–741) a lansat un nou miliaresion, un pic mai lat, dar mai subțire decât hexagrama; este moneda la care se referă în general numismații vorbind de miliaresion. Valoarea sa era probabil de 144 de piese pentru o libră de aur, iar greutatea sa inițială era de vreo 2,27 grame, crescând în timpul perioadei macedonene pentru a atinge 3,03 grame, adică 108 piese pentru o libră de aur. Aspectul său semăna cu cel al unei serii de monede bătute în secolul precedent în Imperiul Sasanid, copiate ulterior în califatul timpuriu Rashidun. Primul miliaresion, bătut de Leon al III-lea pentru a sărbători încoronarea fiului său, viitorul Constantin al V-lea (r. 741 – 775), a evitat, asemenea dirhamului de argint al califatului, orice reprezentare umană, purtând pur și simplu o cruce, pe avers și numele și titlurile împăratului pe revers. Acesta poate fi văzut ca unul dintre semnele precursoare ale iconoclasmului care va deveni doctrină oficială prin edictul din ianuarie 730.
În cursul primului secol care a urmat după introducerea sa în circulație, miliaresionul pare să nu fi fost emis decât ca monedă comemorativă la încoronarea  unui coîmpărat, de unde faptul că moneda poartă întodeauna numele a doi împărați. Aspectul său va rămâne practic același, cu excepția împăratului Mihail I (r. 811 – 813) care a adăugat cuvântul Romaion (literal: „al romanilor”) la termenul basileis (literal: „împărați”) pentru a distinge Imperiul Roman de Răsărit de     Imperiul pe care Carol cel Mare tocmai îl crease în Occident. Abia începând de la domnia lui Teofil Iconoclastul (r. 829 – 842) moneda a fost emisă în mod regulat, de-a lungul întregii domnii a împăratului.
După sfârșitul iconoclasmului, împăratul Alexandru (r. 912-913) a așezat bustul lui Hristos pe avers, iar Roman I (r. 920-944) a adăugat un bust imperial în centrul crucii. În secolul următor, crucea cu tălpi, adesea așezată pe trepte, în timpul Antichității Târzii va fi înlocuită de crucea recrucișată și va fi însoțită de portrete ale împăraților domnitori. Evoluția a continuat la mijlocul secolului al XI-lea, când au apărut pe aceeași monedă reprezentările împăratului, a lui Hristos și a Fecioarei Maria. Alte inovații au apărut spre mijlocul deceniului 1060 când multe exemplare o arată pe împărăteasa domnitoare alături de împărat, Eudochia Makrembolitissa, care a avut o mare influență asupra lui Constantin al X-lea Ducas (r. 1059 – 1067).
Deprecierea monedei, începută sub Roman al III-lea Arghir (r. 1028-1034), a forțat spre mijlocul secolului al XI-lea baterea de noi monede în valoare de 2/3 și 1/3 de miliaresioni, iar dezastrele financiare și militare care au marcat Dinastia Ducas, în anii 1060 și 1070, au dus la o erodare semnificativă a calității monedei. Moneda a dispărut aproape complet în anii 1080 și au rămas doar câteva exemplare de la începutul domniei lui Alexie I Comnenul (r. 1081-1118).
În timpul reformei monetare dispuse de acest împărat, în 1092, miliaresionul de argint a fost abandonat și înlocuit de două piese monetare din aliaje: aspron trachy, făcut din electrum (aliaj de aur și de argint) și stamenon, făcut din bilon (aliaj de argint și cupru). Totuși, urma să rămână ca unitate de cont, cu valoarea de 1/12 din vechea monedă nomisma.
După jefuirea Constantinopolului în 1204, miliaresionul a fost aproape uitat. Avea să-și facă reapariția sub forma basilikonului, în timpul revenirii la monedele de argint, în prima jumătate a secolului al XIV-lea. Valorând 1/12 dintr-un hyperpyron, el avea aceeași valoare cu vechiul miliaresion și se insera, cu ușurință, în noul sistem monetar.
După Căderea Imperiului Bizantin în 1453 și a statelor care i-au supraviețuit pentru scurt timp, termenul miliaresion și-a pierdut sensul inițial și a devenit în diferite limbi europene „miliares”, termen folosit pentru a descrie o varietate de monede din Imperiul musulman.

## Evoluția miliaresionului

### Monede

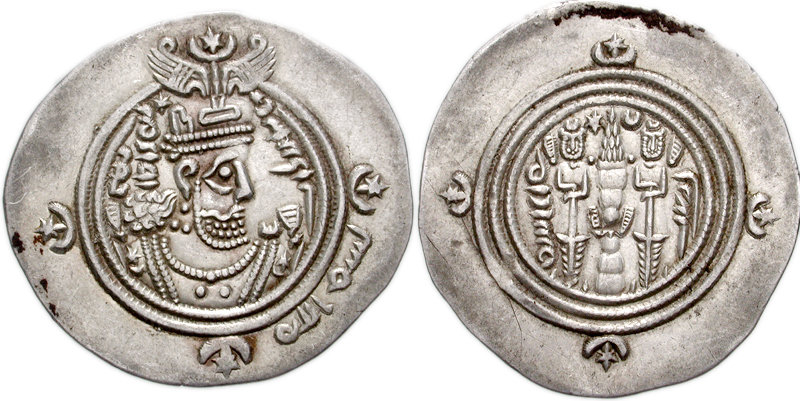
(1)
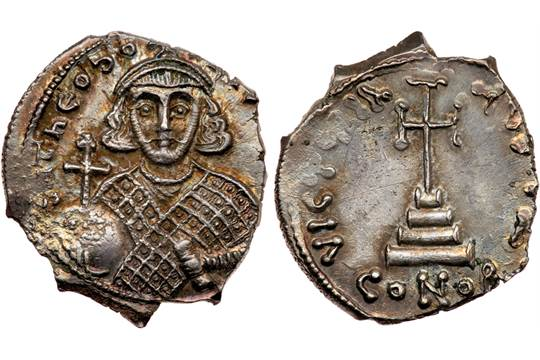
(2)
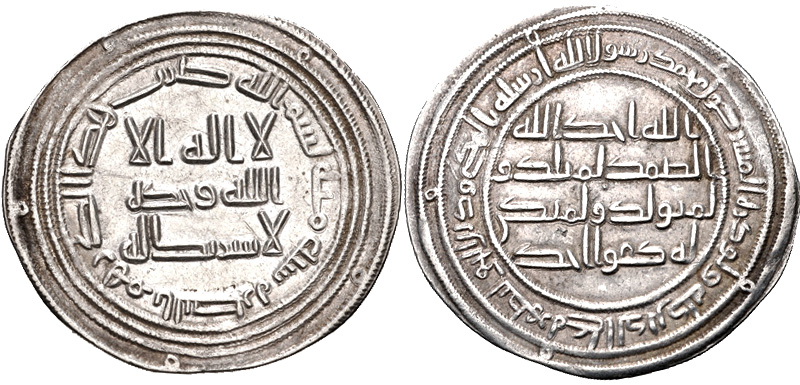
(3)
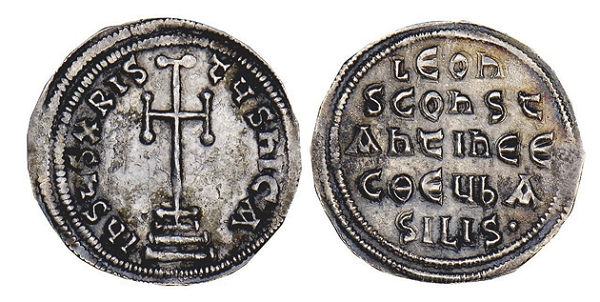
(4)
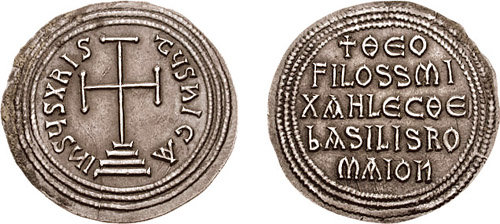
(5)
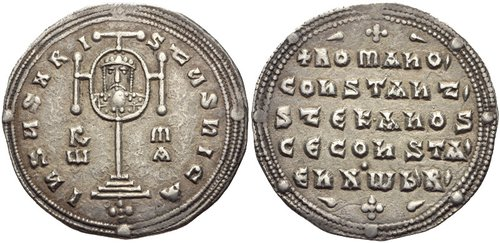
(6)
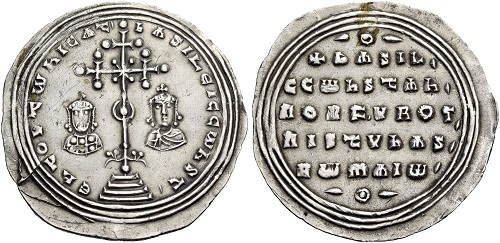
(7)
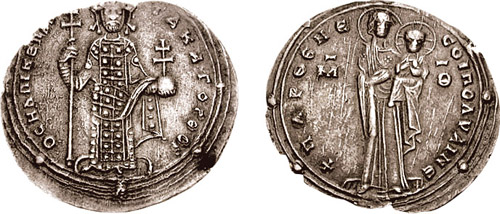
(8)
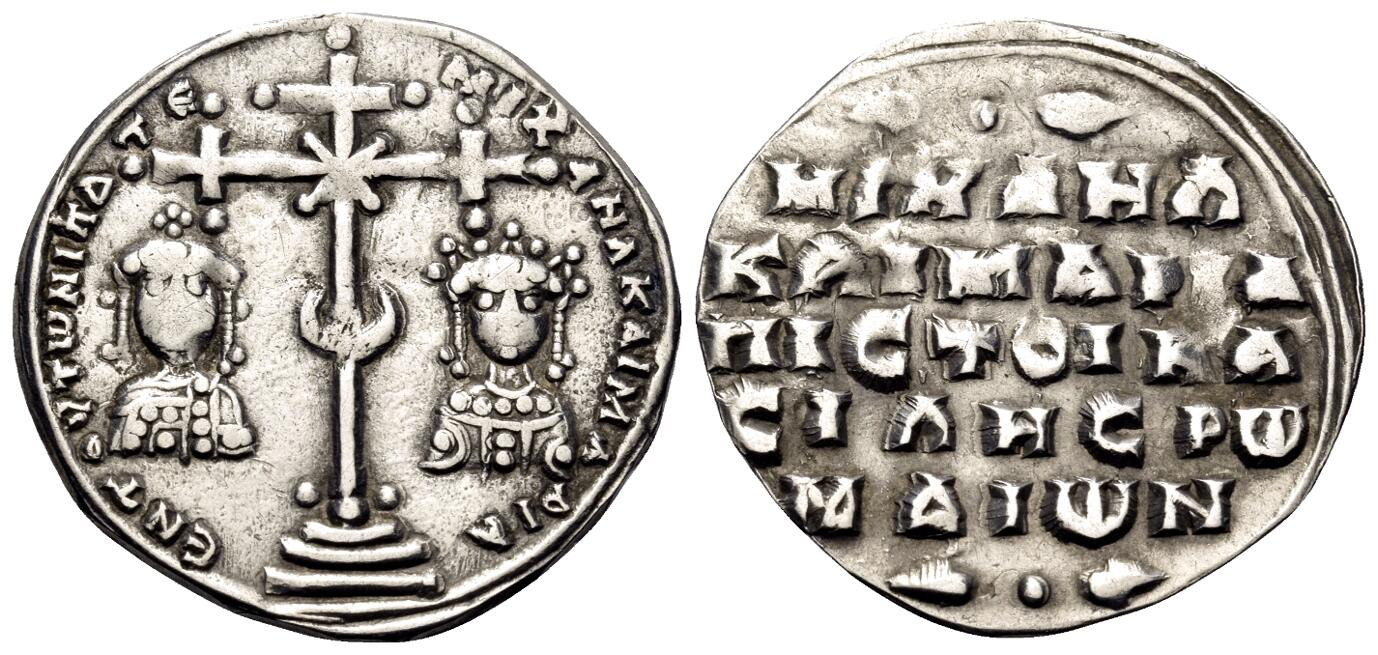
(9)
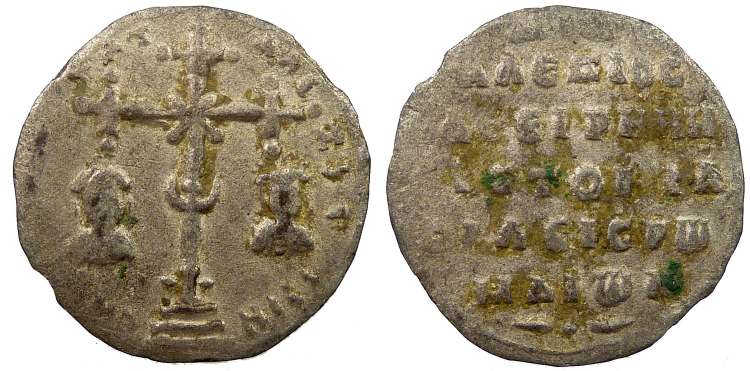
(10)

### Explicație
(1) Imitație « Rashidun » (prin 630) a unei monede emise de regele sasanid Khosrau al II-lea. Este o monedă de tranziție a primilor ani ai califatului. Unele dintre caracteristicile sale par să fi inspirat designul miliaresionului bizantin. 
(2) Exemplar rar al unei hexagrame emise de Teodosiu al III-lea (r. 715-717) bătut cu câțiva ani înainte de introducerea miliaresionului. De notat modelul crucii care a fost păstrat pentru aversul miliaresionului.  
(3) Dirham al califului Umar al II-lea / Omar al II-lea (r. 717-720). De notat absența reprezentării umane. Diametrul monedei este de circa 25 mm, iar greutatea sa de 2,78 grame, ambele (diametru și greutate) aproape identice cu moneda bizantină. Această monedă a inspirat miliaresionul emis de Leon al III-lea.
(4.) Unul din primele exemplare ale miliaresionului lui Leon al III-lea. De notat similaritățile ce cele trei exemple precedente: forma circulară concentrică, cruce stilizată pe trepte precum și utilizarea unor texte și simboluri simple, fără reprezentare umană.   
(5) Miliaresion emis de Teofil Iconoclastul (r. 812-842) purtând crucea cu tălpi pe avers, așa cum fusese introdusă de Leon al III-lea și text pe revers. Acest model clasic a subzistat până la domnia lui Leon al VI-lea  (r. 886-912).
(6) Miliaresion emis de Roman I Lecapenos (r. 920-944) care a modificat modelul precedent prin introducerea unui portret miniatural în centrul crucii, de pe avers precum și numele împăratului și a coîmpăraților săi Constantin al VII-lea, Ștefan și Constantin pe revers.
(7) Miliaresion emis de Vasile al II-lea (r. 976-1025) și de Constantin al VIII-lea (r. 976-1028) care a introdus crucea recrucișată la zenitul perioadei macedonene. Acest nou model apărut pentru prima oară pe la sfârșitul domniei lui Roman I și a continuat sub domnia lui Constantin al VII-lea Porfirogenet (r. 913 – 959).
(8) Miliaresion emis de Roman al III-lea (r. 1028-1034). Abandonând modelul tradițional (cruce și text laudativ), acesta îi reprezintă pe Fecioara Maria și pe Pruncul Isus pe avers, iar pe revers împăratul în picioare, purtând emblemele imperiale. 
(9) Miliaresion emis de Mihail al VII-lea Ducas (r. 1071-1078) și de basilisa Maria de Alania, înfățișați pe monedă sub o cruce recrucișată. Este unul din rarele exemple în care o împărăteasă este reprezentată pe aceeaș monedă cu împăratul domnitor. 
(10) Foarte rar exemplu de miliaresion bătut sub Alexie I Comnenul (r. 1081-1118). Cruce recrucișată și dispunere similară cu aceea emisă de Mihail al VII-lea, în anii 1070; Alexie apare pe această monedă împreună cu soția sa, Irina Dukaina / Irina Ducas.